# Canottaggio ai Giochi della VIII Olimpiade - Due senza maschile
La competizione del due senza maschile dei Giochi della VIII Olimpiade si è svolta nel Bassin d'Argentuil lungo la Senna a Parigi  dal 13 al 17 luglio 1924.

## Risultati

### Batterie
Dei cinque equipaggi iscritti, gli equipaggi di Svizzera e Stati Uniti si ritirarono rendendo inutili le batterie e il repechage in programma.
| Pos. | Nazione       | Concorrenti                          | Tempo   |
| ---- | ------------- | ------------------------------------ | ------- |
| 1    | Francia       | Maurice Monney-Bouton - Georges Piot | 9'42"2  |
| 2    | Gran Bretagna | Gordon Killick - Thomas Southgate    | 10'10"8 |

| Pos. | Nazione     | Concorrenti                  | Tempo   |
| ---- | ----------- | ---------------------------- | ------- |
| 1    | Paesi Bassi | Teun Beijnen - Willy Rösingh | 10'02"0 |

### Finale
Si disputò il 17 luglio. L'equipaggio britannico non si presento alla partenza. La medaglia di bronzo non fu assegnata.
| Pos.    | Nazione       | Concorrenti                          | Tempo  |
| ------- | ------------- | ------------------------------------ | ------ |
| Oro     | Paesi Bassi   | Teun Beijnen - Willy Rösingh         | 8'19"4 |
| Argento | Francia       | Maurice Monney-Bouton - Georges Piot | 8'21"6 |
| -       | Gran Bretagna | Gordon Killick - Thomas Southgate    | DNS    |